# Çeki, Orhaneli
Çeki là một xã thuộc huyện Orhaneli, tỉnh Bursa, Thổ Nhĩ Kỳ. Dân số thời điểm năm 2011 là 85 người.